# Leland Grove
Leland Grove ist eine Kleinstadt (mit dem Status „City“) im Sangamon County im US-amerikanischen Bundesstaat Illinois. Das U.S. Census Bureau hat bei der Volkszählung 2020 eine Einwohnerzahl von 1.454 ermittelt.

## Geografie
Leland Grove liegt im westlichen Vorortbereich von Illinois’ Hauptstadt Springfield auf 39°46′37″ nördlicher Breite und 89°40′45″ westlicher Länge und erstreckt sich über 1,63 km². Der Ort liegt in der Woodside Township.
Leland Grove ist nahezu vollständig vom Stadtgebiet von Springfield umgeben, dessen Zentrum 3 km östlich liegt.
Die nächstgelegenen weiteren Großstädte sind St. Louis in Missouri (159 km südwestlich), Indianas Hauptstadt Indianapolis (318 km östlich) und Chicago (335 km nordöstlich).

## Verkehr
Durch die Stadt Leland Grove verlaufen keine überregionalen Fernstraßen. Alle Straßen sind untergeordnete Verbindungsstraßen innerhalb des städtischen Ballungsgebiets um die Stadt Springfield.
Der Abraham Lincoln Capital Airport ist der nächstgelegene Regionalflughafen (10 km nördlich). Die nächstgelegenen Großflughäfen sind der O’Hare International Airport in Chicago (336 km nordöstlich), der Indianapolis International Airport (315 km östlich) und der Lambert-Saint Louis International Airport (173 km südwestlich).

## Demografische Daten
Nach der Volkszählung im Jahr 2010 lebten in Leland Grove 1503 Menschen in 677 Haushalten. Die Bevölkerungsdichte betrug 922,1 Einwohner pro Quadratkilometer. In den 677 Haushalten lebten statistisch je 2,21 Personen.
Ethnisch betrachtet setzte sich die Bevölkerung zusammen aus 95,7 Prozent Weißen, 0,9 Prozent Afroamerikanern, 0,1 Prozent (eine Person) amerikanischen Ureinwohnern, 1,5 Prozent Asiaten sowie 0,6 Prozent aus anderen ethnischen Gruppen; 1,3 Prozent stammten von zwei oder mehr Ethnien ab. Unabhängig von der ethnischen Zugehörigkeit waren 1,8 Prozent der Bevölkerung spanischer oder lateinamerikanischer Abstammung.
18,3 Prozent der Bevölkerung waren unter 18 Jahre alt, 60,1 Prozent waren zwischen 18 und 64 und 21,6 Prozent waren 65 Jahre oder älter. 52,8 Prozent der Bevölkerung war weiblich.
Leland Grove ist ein wohlhabender Vorort von Springfield. Das mittlere jährliche Einkommen eines Haushalts lag bei 83.611 USD. Das Pro-Kopf-Einkommen betrug 54.147 USD. 8,1 Prozent der Einwohner lebten unterhalb der Armutsgrenze.